# Liste der Naturdenkmale in Grundsheim
| Naturdenkmale | Anzahl |
| ------------- | ------ |
| FND           | 2      |
| END           | 10     |
| Gesamt        | 12     |

Die Liste der Naturdenkmale in Grundsheim nennt die verordneten Naturdenkmale (ND) der im baden-württembergischen Alb-Donau-Kreis liegenden Gemeinde Grundsheim. In Grundsheim gibt es insgesamt zwölf als Naturdenkmal geschützte Objekte, davon zwei flächenhafte Naturdenkmale (FND) und zehn Einzelgebilde-Naturdenkmale (END).
Stand: 31. Oktober 2016.

## Flächenhafte Naturdenkmale (FND)
| Name                     | Bild | Kennung     | Einzelheiten | Position | Fläche Hektar | Datum        |
| ------------------------ | ---- | ----------- | ------------ | -------- | ------------- | ------------ |
| Reutibach                | BW   | 84250520002 | Grundsheim   | ⊙        | 2,2           | 10. Mai 1999 |
| Sulzbach mit 2 Eichen    | BW   | 84250520001 | Grundsheim   | ⊙        | 2,9           | 10. Mai 1999 |
| Legende für Naturdenkmal |      |             |              |          |               |              |

## Einzelgebilde (END)
| Name                     | Bild | Kennung     | Einzelheiten | Position | Fläche Hektar | Datum        |
| ------------------------ | ---- | ----------- | ------------ | -------- | ------------- | ------------ |
| 1 Birnbaum               | BW   | 84250520005 | Grundsheim   | ⊙        | 0,0           | 10. Mai 1999 |
| 1 Birnbaum               | BW   | 84250520007 | Grundsheim   | ⊙        | 0,0           | 10. Mai 1999 |
| 1 Stieleiche             | BW   | 84250520006 | Grundsheim   | ⊙        | 0,0           | 10. Mai 1999 |
| 1 Stieleiche             | BW   | 84250520008 | Grundsheim   | ⊙        | 0,0           | 10. Mai 1999 |
| 1 Stieleiche             | BW   | 84250520012 | Grundsheim   | ⊙        | 0,0           | 10. Mai 1999 |
| 1 Stieleiche             | BW   | 84250520014 | Grundsheim   | ⊙        | 0,0           | 10. Mai 1999 |
| 1 Winterlinde            | BW   | 84250520003 | Grundsheim   | ⊙        | 0,0           | 10. Mai 1999 |
| 1 Winterlinde            | BW   | 84250520009 | Grundsheim   | ⊙        | 0,0           | 10. Mai 1999 |
| 2 Stieleichen            | BW   | 84250520004 | Grundsheim   | ⊙        | 0,0           | 10. Mai 1999 |
| 8 Stieleichen            | BW   | 84250520013 | Grundsheim   | ⊙        | 0,0           | 10. Mai 1999 |
| Legende für Naturdenkmal |      |             |              |          |               |              |